# Pietro Zanfagnini
Piero Zanfagnini (Udine, 7 novembre 1932 – Udine, 12 novembre 2016) è stato un politico e avvocato italiano.

## Biografia
Nato a Udine il 7 novembre 1932, figlio di Umberto Zanfagnini, già deputato socialdemocratico nella I legislatura dal 1948 al 1953.
Membro del Partito Socialista Italiano e di professione avvocato, ricoprì diverse cariche per la regione Friuli-Venezia Giulia, consigliere e assessore regionale dal 1973 al 1990, per poi assumere, nel 1990, quella di primo cittadino della città natale, sostenuto, oltre che dal PSI, dalla DC, dal PSDI e dal PLI e risultando così il primo sindaco non democristiano del capoluogo del Friuli nel secondo dopoguerra. Si dimise nel 1993 perché rinviato a giudizio per finanziamento illecito del quale poi risultò del tutto estraneo e pienamente assolto.
Morì il 12 novembre 2016, cinque giorni dopo aver compiuto 84 anni.